# Campioni italiani assoluti di atletica leggera - 800 metri piani maschili
Questa pagina raccoglie un elenco di tutti i campioni italiani dell'atletica leggera nella specialità degli 800 metri piani, dal 1913 fino ad oggi. In precedenza (dal 1907 al 1912) si correva sulla distanza di 1000 metri.

## Albo d'oro
| Anno | Atleta (società)                                    | Prestazione            |                        |
| ---- | --------------------------------------------------- | ---------------------- | ---------------------- |
| 1913 | Gian Ercole Salvi ?                                 | 2'06"1/5(m)            |                        |
| 1914 | Emilio Lunghi Sport Pedestre Genova                 | 2'02"3/5(m)            |                        |
| 1915 | Edizioni non disputate                              | Edizioni non disputate | Edizioni non disputate |
| 1916 | Edizioni non disputate                              | Edizioni non disputate | Edizioni non disputate |
| 1917 | Edizioni non disputate                              | Edizioni non disputate | Edizioni non disputate |
| 1918 | Edizioni non disputate                              | Edizioni non disputate | Edizioni non disputate |
| 1919 | Dante Bertoni ?                                     | 2'12"0(m)              |                        |
| 1920 | Ernesto Ambrosini Foot Ball Club Brescia            | 2'05"0(m)              |                        |
| 1921 | Mario Giuseppe Bonini ?                             | 2'02"2/5(m)            |                        |
| 1922 | Guido Cominotto ?                                   | 1'57"3/5(m)            |                        |
| 1923 | Guido Cominotto ?                                   | 2'00"0(m)              |                        |
| 1924 | Guido Cominotto ?                                   | 1'57"4/5(m)            |                        |
| 1925 | Giovanni Garaventa ?                                | 2'00"0(m)              |                        |
| 1926 | Guido Cominotto ?                                   | 2'01"1/5(m)            |                        |
| 1927 | Ettore Tavernari ?                                  | 1'58"4/5(m)            |                        |
| 1928 | Ettore Tavernari ?                                  | 2'01"2/5(m)            |                        |
| 1929 | Ettore Tavernari ?                                  | 1'58"1/5(m)            |                        |
| 1930 | Mario Tugnoli ?                                     | 1'58"0(m)              |                        |
| 1931 | Luigi Beccali Pro Patria Milano                     | 17 p.                  |                        |
| 1932 | Ettore Tavernari ?                                  | 1'58"4/5(m)            |                        |
| 1933 | Umberto Cerati ?                                    | 1'55"1/5(m)            |                        |
| 1934 | Mario Lanzi Gruppo Sportivo Baracca Milano          | 1'54"1(m)              |                        |
| 1935 | Mario Lanzi Gruppo Sportivo Baracca Milano          | 1'56"3(m)              |                        |
| 1936 | Mario Lanzi Gruppo Sportivo Baracca Milano          | 1'52"9(m)              |                        |
| 1937 | Carlo Guasconi ?                                    | 1'55"1(m)              |                        |
| 1938 | Mario Lanzi Gruppo Sportivo Baracca Milano          | 1'50"7(m)              |                        |
| 1939 | Mario Lanzi Gruppo Sportivo Baracca Milano          | 1'51"6(m)              |                        |
| 1940 | Gioacchino Dorascenzi ?                             | 1'53"0(m)              |                        |
| 1941 | Bruno Donnini ?                                     | 1'52"4(m)              |                        |
| 1942 | Mario Lanzi Gruppo Sportivo Baracca Milano          | 1'51"9(m)              |                        |
| 1943 | Mario Lanzi Gruppo Sportivo Baracca Milano          | 1'51"6(m)              |                        |
| 1944 | Edizione non disputata                              | Edizione non disputata | Edizione non disputata |
| 1945 | Giovanni Bard ?                                     | 1'55"3(m)              |                        |
| 1946 | Mario Lanzi Gruppo Sportivo Baracca Milano          | 1'53"3(m)              |                        |
| 1947 | Egisto Pederzoli ?                                  | 1'56"8(m)              |                        |
| 1948 | Aldo Fracassi ?                                     | 1'56"2(m)              |                        |
| 1949 | Lorenzo Lunghi ?                                    | 1'57"8(m)              |                        |
| 1950 | Aldo Fracassi ?                                     | (m)                    |                        |
| 1951 | Aldo Fracassi ?                                     | 1'56"7(m)              |                        |
| 1952 | Marcello Dani ?                                     | 1'56"7(m)              |                        |
| 1953 | Vittorio Maggioni ?                                 | 1'56"4(m)              |                        |
| 1954 | Alvaro Lensi ?                                      | 1'55"4(m)              |                        |
| 1955 | Giovanni Scavo ?                                    | 1'53"0(m)              |                        |
| 1956 | Gianfranco Baraldi ?                                | 1'53"7(m)              |                        |
| 1957 | Giovanni Scavo ?                                    | 1'51"1(m)              |                        |
| 1958 | Gianfranco Baraldi ?                                | 1'52"0(m)              |                        |
| 1959 | Gianfranco Baraldi ?                                | 1'51"9(m)              |                        |
| 1960 | Mario Fraschini ?                                   | 1'52"5(m)              |                        |
| 1961 | Francesco Bianchi ?                                 | 1'50"7(m)              |                        |
| 1962 | Francesco Bianchi ?                                 | 1'51"5(m)              |                        |
| 1963 | Francesco Bianchi ?                                 | 1'48"7(m)              |                        |
| 1964 | Francesco Bianchi ?                                 | 1'48"8(m)              |                        |
| 1965 | Francesco Bianchi ?                                 | 1'48"3(m)              |                        |
| 1966 | Gianfranco Carabelli Atletica Riccardi              | 1'52"5(m)              |                        |
| 1967 | Francesco Bianchi ?                                 | 1'48"7(m)              |                        |
| 1968 | Franco Arese Unione Sportiva Balangero Atletica     | 1'50"2(m)              |                        |
| 1969 | Franco Arese Unione Sportiva Balangero Atletica     | 1'50"6(m)              |                        |
| 1970 | Gianni Del Buono ?                                  | 1'49"0(m)              |                        |
| 1971 | Sandro Castelli ?                                   | 1'51"5(m)              |                        |
| 1972 | Franco Arese Unione Sportiva Balangero Atletica     | 1'49"1(m)              |                        |
| 1973 | Franco Arese Unione Sportiva Balangera Atletica     | 1'48"6(m)              |                        |
| 1974 | Carlo Grippo Centro Sportivo Carabinieri            | 1'50"30                |                        |
| 1975 | Bruno Magnani ?                                     | 1'49"9(m)              |                        |
| 1976 | Carlo Grippo Centro Sportivo Carabinieri            | 1'45"3(m)              |                        |
| 1977 | Gabriele Ferrero Atletica Stiore Treviso            | 1'49"9                 |                        |
| 1978 | Carlo Grippo Centro Sportivo Carabinieri            | 1'47"8                 |                        |
| 1979 | Carlo Grippo Centro Sportivo Carabinieri            | 1'47"54                |                        |
| 1980 | Carlo Grippo Centro Sportivo Carabinieri            | 1'47"3                 |                        |
| 1981 | Carlo Grippo Centro Sportivo Carabinieri            | 1'47"62                |                        |
| 1982 | Gabriele Ferrero Atletica Stiore Treviso            | 1'52"14                |                        |
| 1983 | Donato Sabia ?                                      | 1'47"16                |                        |
| 1984 | Donato Sabia ?                                      | 1'48"19                |                        |
| 1985 | Alberto Barsotti ?                                  | 1'49"71                |                        |
| 1986 | Alberto Barsotti ?                                  | 1'47"88                |                        |
| 1987 | Tonino Viali Gruppo Sportivo Fiamme Oro             | 1'48"05                |                        |
| 1988 | Donato Sabia ?                                      | 1'51"90                |                        |
| 1989 | Tonino Viali Gruppo Sportivo Fiamme Oro             | 1'46"99                |                        |
| 1990 | Tonino Viali Gruppo Sportivo Fiamme Oro             | 1'47"72                |                        |
| 1991 | Tonino Viali Gruppo Sportivo Fiamme Oro             | 1'47"61                |                        |
| 1992 | Andrea Benvenuti Atletica Paf Verona                | 1'46"60                |                        |
| 1993 | Giuseppe D'Urso Gruppo Sportivo Fiamme Azzurre      | 1'45"68                |                        |
| 1994 | Giuseppe D'Urso Gruppo Sportivo Fiamme Azzurre      | 1'48"61                |                        |
| 1995 | Davide Cadoni Gruppo Sportivo Fiamme Oro            | 1'49"29                |                        |
| 1996 | Andrea Giocondi Gruppi Sportivi Fiamme Gialle       | 1'48"81                |                        |
| 1997 | Andrea Abelli Gruppo Sportivo Fiamme Oro            | 1'47"11                |                        |
| 1998 | Andrea Longo Gruppo Sportivo Fiamme Oro             | 1'48"90                |                        |
| 1999 | Andrea Longo Gruppo Sportivo Fiamme Oro             | 1'46"58                |                        |
| 2000 | Andrea Longo Gruppo Sportivo Fiamme Oro             | 1'48"03                |                        |
| 2001 | Andrea Giocondi Gruppi Sportivi Fiamme Gialle       | 1'48"53                |                        |
| 2002 | Francesco Roncalli Centro Sportivo Carabinieri      | 1'48"37                |                        |
| 2003 | Livio Sciandra Centro Sportivo Aeronautica Militare | 1'48"33                |                        |
| 2004 | Francesco Roncalli Centro Sportivo Carabinieri      | 1'48"26                |                        |
| 2005 | Andrea Longo Gruppo Sportivo Fiamme Oro             | 1'51"21                |                        |
| 2006 | Maurizio Bobbato Centro Sportivo Carabinieri        | 1'50"80                |                        |
| 2007 | Livio Sciandra Centro Sportivo Aeronautica Militare | 1'51"18                |                        |
| 2008 | Livio Sciandra Centro Sportivo Aeronautica Militare | 1'48"43                |                        |
| 2009 | Mario Scapini Pro Patria Milano                     | 1'49"28                |                        |
| 2010 | Lukas Rifesser Centro Sportivo Esercito             | 1'50"61                |                        |
| 2011 | Giordano Benedetti Gruppi Sportivi Fiamme Gialle    | 1'49"26                |                        |
| 2012 | Giordano Benedetti Gruppi Sportivi Fiamme Gialle    | 1'46"68                |                        |
| 2013 | Michele Oberti Atletica Bergamo 1959                | 1'51"41                |                        |
| 2014 | Giordano Benedetti Gruppi Sportivi Fiamme Gialle    | 1'49"09                |                        |
| 2015 | Giordano Benedetti Gruppi Sportivi Fiamme Gialle    | 1'47"38                |                        |
| 2016 | Giordano Benedetti Gruppi Sportivi Fiamme Gialle    | 1'48"15                |                        |
| 2017 | Stefano Migliorati Club Sportivo San Rocchino       | 1'49"85                |                        |
| 2018 | Enrico Brazzale Atletica Vicentina                  | 1'49"64                |                        |
| 2019 | Simone Barontini Gruppo Sportivo Fiamme Azzurre     | 1'47"89                |                        |
| 2020 | Simone Barontini Gruppo Sportivo Fiamme Azzurre     | 1'48"16                |                        |
| 2021 | Simone Barontini Gruppo Sportivo Fiamme Azzurre     | 1'46"13                |                        |
| 2022 | Catalin Tecuceanu Silca Ultralite Vittorio Veneto   | 1'46"62                |                        |
| 2023 | Simone Barontini Gruppo Sportivo Fiamme Azzurre     | 1'44"50                |                        |
| 2024 | Simone Barontini Gruppo Sportivo Fiamme Azzurre     | 1'45"84                |                        |
| 2025 | Catalin Tecuceanu Gruppo Sportivo Fiamme Oro        | 1'47"61                |                        |